# 676 Melitta
676 Melitta este un asteroid din centura principală, descoperit pe 16 ianuarie 1909, de Philibert Melotte.

## Caracteristici
Cu un diametru de circa 79,99 km, asteroidul prezintă o orbită caracterizată de o semiaxă majoră egală cu 3,0615236 u.a. și de o excentricitate de 0,1261970, înclinată cu 12,86000°, în raport cu ecliptica.

## Denumirea asteroidului
Denumirea asteroidului face referire la nimfa Melissa, care a fost transformată într-o albină. Denumirea este și o aluzie la descoperitorul acestui asteroid,  Philibert Jacques Melotte.